# Touch (Katseye)
Touch è un singolo del gruppo femminile Katseye, pubblicato il 26 luglio 2024 tramite Hybe UMG e Geffen Records come secondo estratto dal primo EP SIS (Soft Is Strong).
La canzone è un brano dance-pop con influenze liquide di drum and bass e sfumature R&B, che parla di come superare la perdita di una relazione.
Touch è diventata un successo commerciale dopo che una challenge di ballo con la canzone è diventata virale su TikTok, entrando nelle classifiche di Canada, Singapore, Malesia, Corea del Sud e Filippine, nonché nella Billboard Global 200 e nella classifica statunitense Bubbling Under Hot 100.

## Contesto e rilascio
Il 28 giugno 2024, le Katseye hanno pubblicato il loro primo singolo Debut, che ha ottenuto 2,3 milioni di visualizzazioni entro tre giorni dall'uscita. Il 23 luglio è stato annunciato il singolo Touch, pubblicato il 26 luglio 2024. La canzone ha avuto un impatto nella contemporary hit radio statunitense il 20 settembre 2024.
Un remix con Yeonjun dei Tomorrow X Together è stato pubblicato il mese successivo, l'11 ottobre 2024.

## Composizione
Touch è stata descritta da Carmin Chappell di Grammy come una canzone drum and bass con sfumature R&B sul superamento della perdita della persona amata.

## Accoglienza
| Recensione | Giudizio |
| ---------- | -------- |
| IZM        |          |

So Seung-geun di IZM ha definito Touch un netto contrasto con il loro primo singolo allegro Debut, dando al singolo due stelle su cinque in una recensione negativa.
In recensioni più positive, Mika Chen di NME ha definito la canzone "un saluto dance-pop sognante all'indipendenza" e The Times of India l'ha elogiata come un inno pop con una melodia vivace ma sfumata che mette in mostra la voce incantevole del gruppo, insieme a Music Daily che ha definito il ritornello "drum and bass liquido laccato color caramella".

## Successo commerciale
Touch è stato il singolo di successo del gruppo, entrando nelle classifiche in Canada, Singapore, Malesia, Hong Kong, Filippine e Corea del Sud, oltre ad essere entrato nella classifica Billboard Bubbling Under Hot 100 e Billboard Global 200 nel settembre 2024, dopo che una sfida di ballo per la canzone è diventata virale sulla piattaforma di condivisione video TikTok e ha attirato molta attenzione. La canzone ha debuttato anche al numero 16 nella classifica New Zealand Hot Singles.

## Video musicale
Il video musicale, diretto da Cody Critcheloe e girato a Los Angeles, è stato presentato in anteprima insieme al singolo. Il video, fortemente ispirato alla fine degli anni '90 e all'inizio degli anni 2000, con una evidente estetica Y2K, segue una ricerca in tutta la città del membro Yoonchae che sarebbe scomparsa. Nel video vengono mostrati i "ciondoli" dei sogni di ogni membro (l'ancora dei sogni di Sophia, la ciliegia doppia di Megan, lo scudo guardiano di Daniela, la chiave illimitata di Lara, la tiara stellare di Manon e il guscio rilassante di Yoonchae), che simboleggiano le loro particolarità. Il video è stato elogiato per i suoi elementi nostalgici e la coreografia energica. Il video musicale ha raccolto oltre 50 milioni di visualizzazioni, secondo i dati riportati nel novembre 2024.

## Esibizioni dal vivo
In Corea del Sud, le Katseye hanno eseguito per la prima volta Touch nella trasmissione del 12 settembre di M Countdown, al Music Bank il 13 settembre e allo Show! Music Core il 14 settembre.

## Crediti e personale
- Katseye – voci
- Taka Perry – scrittore, produttore
- Cashmere Cat – scrittore, produttore
- Blake Slatkin – scrittore, produttore, produzione vocale
- Omer Fedi – scrittore, produttore, produzione vocale
- Caroline Ailin – scrittrice
- Jessica Mimì Porfiri – scrittrice
- Bart Schoudel – produzione vocale, registrazione
- Alex Ghenea – mixaggio
- Chris Gehringer – mastering
  - Will Quinnell – assistente

## Classifiche
| Paese (2024)    | Posizione massima |
| --------------- | ----------------- |
| Canada          | 79                |
| Corea del Sud   | 70                |
| Filippine       | 13                |
| Malaysia (Int.) | 9                 |
| Singapore       | 5                 |
| Stati Uniti     | 122               |
| Taiwan          | 17                |

## Date di pubblicazione
| Regione     | Data              | Formato                      | Versione        | Etichetta        | Note   |
| ----------- | ----------------- | ---------------------------- | --------------- | ---------------- | ------ |
| Mondo       | 26 luglio 2024    | Download digitale, streaming | Originale       | Hybe UMG, Geffen | [ 28 ] |
| Stati Uniti | 20 settembre 2024 | Contemporary hit radio       | Originale       | Hybe UMG, ICLG   | [ 4 ]  |
| Mondo       | 11 ottobre 2024   | Download digitale, streaming | Yeonjun Remix   | Hybe UMG, Geffen | [ 5 ]  |
| Mondo       | 22 novembre 2024  | Download digitale, streaming | Holiday Version | Hybe UMG, Geffen | [ 29 ] |